# Stadttheater Hanau

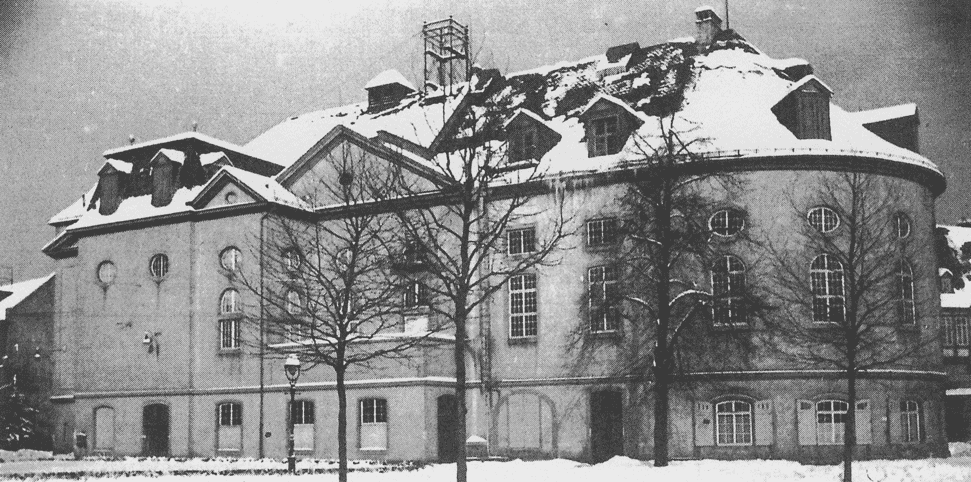
Stadttheater Hanau

Das Stadttheater Hanau war ein Theatergebäude aus dem 18. Jahrhundert, das mit eigenem Ensemble bis zu seiner schweren Beschädigung im Zweiten Weltkrieg am 6. Januar 1945 mit Musik- und Sprechtheater bespielt wurde.

## Lage
Das barocke Hoftheater befand sich nördlich der „Esplanade“, heute ein Teil des Freiheitsplatzes in Hanau, damals noch Paradeplatz genannt.

## Anlass für den Bau
Der Bau des Theaters war Teil des durch den Erbprinzen Wilhelm, den späteren Landgrafen und Kurfürsten Wilhelm IX./I., aufgelegten Infrastrukturprogramms für die Grafschaft Hanau, die er seit 1760 als Sekundogenitur der Landgrafschaft Hessen-Kassel innehatte. Im Rahmen dieses Infrastrukturprogramms wurden zahlreiche Baumaßnahmen durchgeführt, etwa die Philippsruher Allee, die Dettinger Straße, die Birkenhainer Straße und die Leipziger Straße als Alleen neu gestaltet und als repräsentative Annäherung an die Residenzstadt Hanau inszeniert. Zu den erhaltenen Zeugnissen dieses Infrastrukturprogramms gehört auch die Kuranlage von Wilhelmsbad, das Behördenhaus am Freiheitsplatz oder die Ehrensäule an der Dettinger Straße.

## Spielbetrieb
Das Theater wurde am 22. Dezember 1768 in Anwesenheit von König Christian VII. von Dänemark eingeweiht. 1777 wurde es baulich erweitert. Beide Bauabschnitte wurden durch Franz Ludwig Cancrin ausgeführt. Das Theater war durchgehend mit einem eigenen Ensemble ausgestattet und befand sich seit dem 19. Jahrhundert in städtischer Trägerschaft.

## Zerstörung
Obwohl das Untergeschoss und die aufgehenden Wände die Luftangriffe des Zweiten Weltkriegs überstanden und das Gebäude nach dem Krieg noch provisorisch von Geschäften genutzt wurde, die sich im Untergeschoss eingerichtet hatten, wurde es – ebenso wie das beschädigte Stadtschloss – 1954 abgerissen. Der Hanauer Politiker Heinrich Fischer soll sich mit dem Ausspruch: „Wir haben die Spuren des Feudalismus beseitigt“, gebrüstet haben.

## Bekannte Schauspieler
Bekannte Schauspieler, die im Hanauer Ensemble mitwirkten, waren:
- Gustav Rickelt
- Eduard von Winterstein